# ダリサンドス (イサウリア)
ダリサンドス (古代ギリシア語: Δαλισανδός) は古代カッパドキア、イサウリアのキュドノス川付近に存在した都市。クラウディオポリス（現トルコ、ムト）の北方6キロメートルのスナビチ付近にあったと考えられている

## 同名の都市
イサウリアのダリサンドスは、パンフィリアのダリサンドスやリカオニアのダリサンドス（現ベリュレンと推定）とは別の都市である。

## 歴史
ダリサンドスは歴史上、478年に東ローマ皇帝ゼノンがレオ1世の未亡人ウェリナを追放した地として、また僭称者レオンティウスの出身地として登場する。レオンティオスは484年にウェリナに強いて自分に戴冠させ、タルススとキリキアにおいて皇帝を名乗りゼノンに対する反乱を起こしたが、失敗した。

## 司教区
シュネクデモスによれば、ダリサンドスはキリスト教の司教座がおかれ、属州首都セレウキアの属司教区とされた。
ダリサンドス司教マリヌスは、381年の第1コンスタンティノポリス公会議に出席した。451年のカルケドン公会議の際には、司教ステファヌスは出席しなかったものの、セレウキア大司教バシリウスが彼の代理も兼ねて署名した。また、458年に司教たちが連名でアレクサンドリアのプロテリウス殺害に関する書簡を皇帝レオ1世に送った際には、ステファヌスの名も含まれていた。680年の第3コンスタンティノポリス公会議には司教コンスタンティノスが、692年のトルッロ教会会議には司教コスマスが、787年の第2ニカイア公会議には司教コンスタンティノス（680年の人物とは別人）が出席している。
後に、ダリサンドス司教区が実際に司教の元で運営されることは無くなった。しかし現在でも「イサウリアのダリサンドス」司教区はカトリック教会の名目上の教区となっている。